# Měkynec
Měkynec falu és önkormányzat (obec) Csehország Dél-csehországi kerületének Strakonicei járásában. Területe 3,49 km², lakosainak száma 31 (2008. 12. 31). A falu Strakonicétől mintegy 15 km-re délkeletre, České Budějovicétől 39 km-re északnyugatra, és Prágától 107 km-re délre fekszik.
A település első írásos említése 1334-ből származik.

## Látnivalók

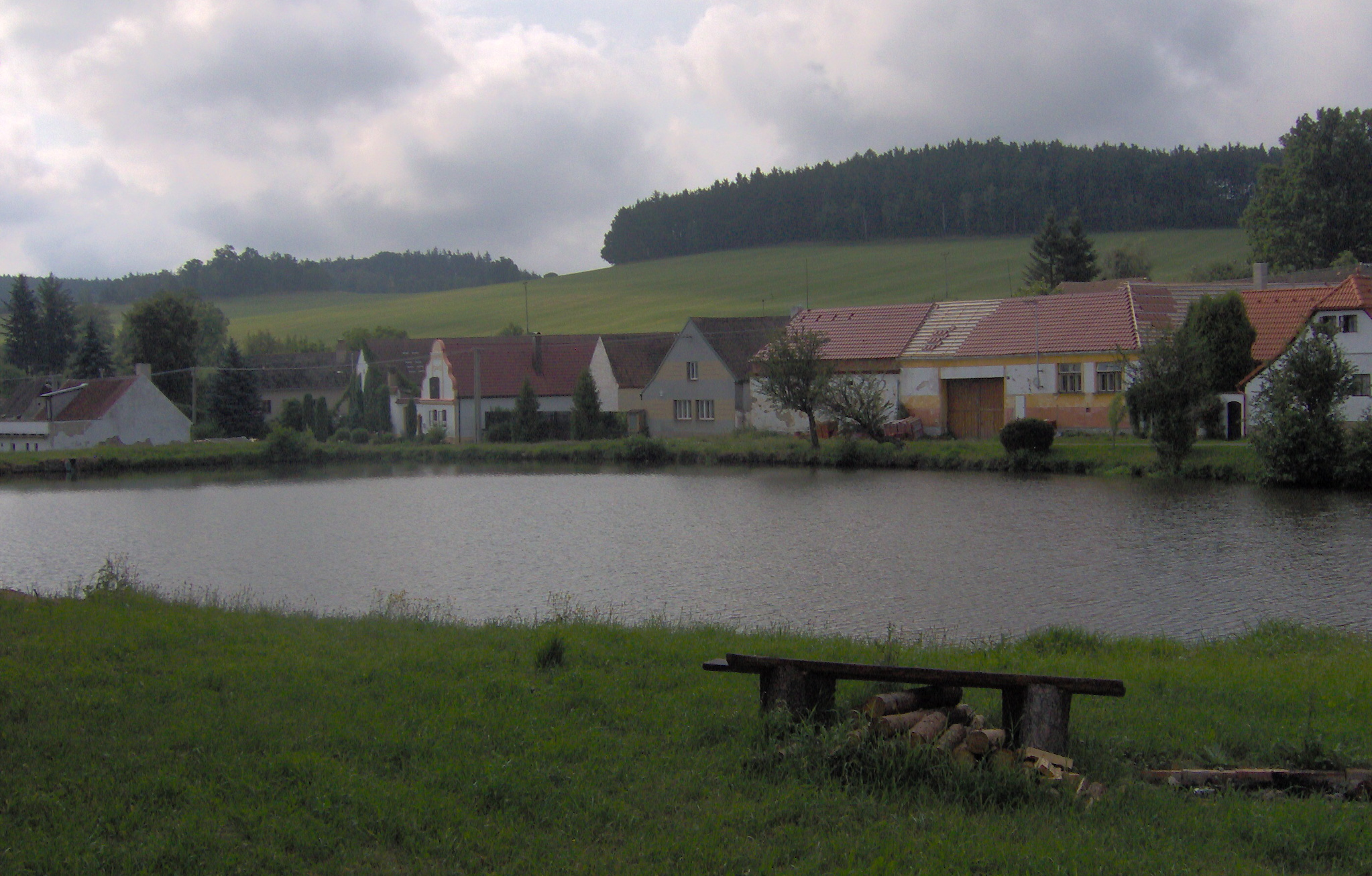
Tó a falu közepén

- Szent Prokop kápolna

## Népesség
A település népessége az elmúlt években az alábbi módon változott:
| Lakosok száma | 241  | 225  | 203  | 101  | 40   | 33   | 42   | 55   | 46   | 52   |
|               | 1869 | 1900 | 1921 | 1961 | 1980 | 2011 | 2016 | 2019 | 2021 | 2024 |